# Juan Diego Castillo
Juan Diego Castillo Reyes (Cali, 13 gennaio 2003) è un calciatore colombiano, portiere del Fortaleza C.E.I.F..

## Biografia
È nipote dell'ex calciatore Bréiner Castillo.

## Carriera

### Club
Castillo è cresciuto nel settore giovanile del Fortaleza C.E.I.F., dove ha debuttato il 1º febbraio 2020 nell'incontro di Categoría Primera B vinto 2-1 contro il Tigres FC. Nel marzo del 2021 è stato inserito dal CIES nella lista dei più promettenti calciatori a livello mondiale.

### Nazionale
Nel gennaio del 2023, è stato incluso nella lista dei convocati della Colombia Under-20 per il Mondiale di categoria in Argentina.

## Statistiche
Statistiche aggiornate al 5 settembre 2024.

### Presenze e reti nei club
| Stagione                  | Squadra                   | Campionato                | Campionato | Campionato | Coppe nazionali | Coppe nazionali | Coppe nazionali | Coppe continentali | Coppe continentali | Coppe continentali | Altre coppe | Altre coppe | Altre coppe | Totale | Totale | Totale |
| Stagione                  | Squadra                   | Comp                      | Pres       | Reti       | Comp            | Pres            | Reti            | Comp               | Pres               | Reti               | Comp        | Pres        | Reti        | Pres   | Reti   |        |
| ------------------------- | ------------------------- | ------------------------- | ---------- | ---------- | --------------- | --------------- | --------------- | ------------------ | ------------------ | ------------------ | ----------- | ----------- | ----------- | ------ | ------ | ------ |
| 2020                      | Fortaleza C.E.I.F.        | B                         | 15         | -18        | CC              | 3               | -3              | -                  | -                  | -                  | -           | -           | -           | 18     | -21    |        |
| 2021                      | Fortaleza C.E.I.F.        | B                         | 23         | -34        | CC              | 0               | 0               | -                  | -                  | -                  | -           | -           | -           | 23     | -34    |        |
| 2022                      | Fortaleza C.E.I.F.        | B                         | 4          | -4         | CC              | 2               | -1              | -                  | -                  | -                  | -           | -           | -           | 6      | -5     |        |
| 2023                      | Fortaleza C.E.I.F.        | B                         | 28         | -22        | CC              | 0               | 0               | -                  | -                  | -                  | -           | -           | -           | 28     | -22    |        |
| 2024                      | Fortaleza C.E.I.F.        | A                         | 25         | -25        | CC              | 0               | 0               | -                  | -                  | -                  | -           | -           | -           | 25     | -25    |        |
| Totale Fortaleza C.E.I.F. | Totale Fortaleza C.E.I.F. | Totale Fortaleza C.E.I.F. | 95         | -103       |                 | 5               | -4              |                    | -                  | -                  |             | -           | -           | 100    | -107   |        |
| Totale carriera           | Totale carriera           | Totale carriera           | 95         | -103       |                 | 5               | -4              |                    | -                  | -                  |             | -           | -           | 100    | -107   |        |